# 1623 en droit

## Évènements
- Procès du poète libertin Théophile de Viau. En fuite, il est brûlé en effigie devant la cathédrale Notre-Dame de Paris[1],[2].